# Deyan Sudjic

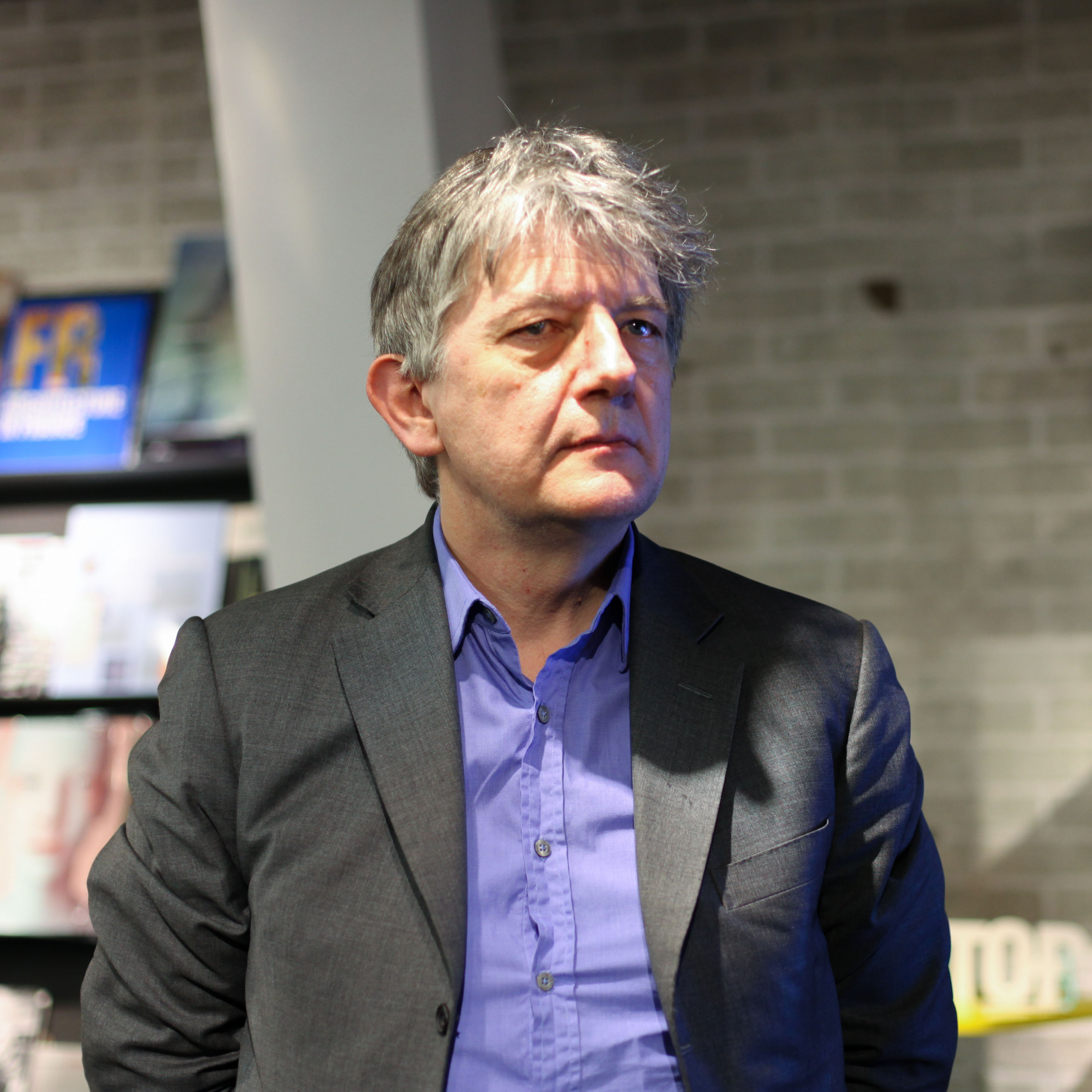
Deyan Sudjic (2013)
Nacionalidad Británica

Deyan Sudjic, (nacido el 6 de septiembre de 1952) es un locutor y escritor británico. Actualmente es el director del Design Museum (Museo del Diseño) en Londres Inglaterra. Creció en la ciudad de Londres en el barrio de Acton. Sus padres fueron emigrantes de
Yugoslavia, siendo su padre trabajador en la BBC World Services. Licenciado en arquitectura por la Universidad de Edimburgo en 1976. En 1970 contribuyó para la revista Schoolkids OZ (revista no.28 de Oz), que al año siguiente fue un tema de juicio por obscenidad.
Posteriormente fue crítico de diseño y arquitectura para el periódico dominical británico The Observer. Decano por la Facultad de Artes, Diseño y Arquitectura de la Universidad de Kingston, profesor invitado en la Royal College of Art y copresidente de la junta consultiva de la “Era Urbana” (Urban Age). 
En 1983 fue cofundador, junto con Peter Murray y Simon Esterson, de la revista mensual de arquitectura Blueprint, donde trabajó como editor, y posteriormente su director editorial. Entre el 2000 y 2004 fue editor de la revista Domus. En 1999 fue director del programa de Arquitectura y Diseño de la Ciudad de Glasgow en Reino Unido, y comisario de la Bienal de Arte de Venecia del 2002. Fue jurado para decidir el diseño del Centro Acuático de Londres (Acuatic London Centre), diseñado y construido para las olimpiadas del 2012 por la firma de la arquitecta Zaha Hadid. En el año de 2006 Sudjic tomó su puesto como director del Museo de Diseño (Design Musum) en Londres, Inglaterra.
En 2012, Deyan Sudjic fue premiado con el título honorario de la Universidad para las Artes Creativas (University for the Creative Arts).

## Arquitectura del poder
A lo largo del libro “Arquitectura del poder” Deyan Sudjic nos va llevando en un recorrido sobre las relaciones entre la arquitectura y el poder, entendiendo al poder como "todos los factores políticos, económicos, sociales y culturales" y de cómo el arquitecto termina estando subyugado al poder mismo cumpliendo los deseos del cliente o del benefactor.  Trata de dejar clara la idea de que la arquitectura, aparte de tener su función dentro del ramo del arte, también está cumpliendo una forma de comunicación, la cual, al tener una serie de signos y significantes implícitos en cada construcción, lleva a que la arquitectura también esté comunicando algo, que se cuestiona si es una comunicación que viene del arquitecto o bien de los poderosos, creando específicamente un tipo de propaganda.
A lo largo de este análisis, Sudjic se pregunta por qué los grandes proyectos terminan siendo repartidos por un pequeño círculo de arquitectos, sin necesidad de estar sometidos a concursos o escrutinio público. Dichos arquitectos realizan una serie de proyectos de grandilocuencia de las prestaciones donde se esconden intereses ajenos al campo del conocimiento del diseño arquitectónico. Lo anterior menciona que deja a la "arquitectura como un medio para contar una historia sobre quienes la construyen"..  Si bien, las catedrales, templos, y palacios cumplieron una función comunicativa hasta inicios del siglo XX, nos menciona que no estamos exentos en nuestra “era moderna”, donde ricos y poderosos siguen teniendo la misma dinámica, pero de manera más diversificada sobre las tipologías de las construcciones arquitectónicas.
Se comienza con la ejemplificación del caso de Albert Speer, arquitecto que estuvo al servicio de Adolf Hitler. Dicha descripción histórica pasa por varios gobernantes que construyen edificios con un fin político, o bien para ratificar su posición dentro del poder político y económico. Mussolini junto con el arquitecto Terragni y hasta el mismo Le Corbusier, para finalmente llegar a una crítica de los arquitectos estrellas de la actualidad como: Norman Foster, Rem Koolhaas, Frank Gehry, D. Libeskind, Zaha Hadid y a quien denomina el señor de las demandas Santiago Calatrava. 
Con lo anterior se menciona que dentro de nuestra era moderna la arquitectura no tiene la finalidad en ella misma, es decir en la arquitectura o bien el arquitecto, sino que dicha finalidad está respondiendo de manera directa a los clientes, pertenecientes al círculo de los ricos y poderosos. Se mantienen una fachada, una suerte de montaje por parte de los clientes, de hacer creer que los edificios le pertenecen al arquitecto. “Su trabajo depende en la relación que entabla con el contexto político mundial”
A lo largo de la historia si bien los arquitectos terminan estando al servicio del poder político y económico, ésta siempre será ratificada por todos aquellos habitadores, quienes finalmente “viven” y experiencían los proyectos, en un tiempo y espacio determinando. Y como es que dichos proyectos están sujetos a las majestades para perdurar en el imaginario colectivo a través del tiempo y de la historia fragmentada. Para ello nos hace referencia a proyectos como el Rockefeller Center, las Torres Gemelas, la ciudad de la cultura en Santiago de Compostela, y un gran número de ejemplos de edificios que están encaminados a deconstruir la realidad de la sociedad para ir creando una realidad alternativa que los poderosos quieren que veamos.

## Lista de publicaciones en español
- El lenguaje de las ciudades. 2017
- B de Bauhaus: Un diccionario del mundo moderno. Turner Noema. 2014. ISBN 9788416142064
- El lenguaje de las cosas. Turner Noema. 2009. ISBN 9788475068763
- Hogar: La casa del siglo XX. Blume. 2000. ISBN 9788480763714 (colaboración con Tulga Beyerle)
- La arquitectura del poder: Como los ricos y poderosos dan forma a nuestro mundo. Ariel. 2007. ISBN 9788434469006
- Norman Foster: Arquitectura y vida. Turner Noema. 2011. ISBN 9788475069395

## Lista de publicaciones en inglés
- Cult Objects. Paladin Books. 1985. ISBN 0-586-08483-5.
- Cult Heroes: How To Be Famous For More Than Fifteen Minutes. Andre Deutsch. 1989. ISBN 0-233-98355-4.
- The 100 Mile City. Harcourt. 1993. ISBN 0-15-642357-X.
- Ron Arad. Laurence King Publishing. 2001. ISBN 1-85669-258-2.
- Norman Foster and the British Museum (edited with Spencer De Grey, written by Norman Foster). Prestel Verlag. 2001. ISBN 3-7913-2541-8.
- John Pawson Themes and Projects. Phaidon. 2004. ISBN 0-7148-4452-7.
- Future Systems. Phaidon. 2006. ISBN 0-7148-4469-1.
- The Edifice Complex: How the Rich and Powerful Shape the World. Penguin. 2006. ISBN 0-14-101672-8.
- The Language of Things: Understanding the World of Desirable Objects. W.W. Norton. 2009. ISBN 978-0-393-07081-1.
- Norman Foster: A Life in Architecture. Weidenfeld. 2010. ISBN 978-0-297-85868-3.
- B is for Bauhaus. Particular Books (an imprint of Penguin). 2014. ISBN 9780140515930.
- Ettore Sottsass and the Poetry of Things. Phaidon. 2015. ISBN 9780714869537.